# Ostentatio vulnerum

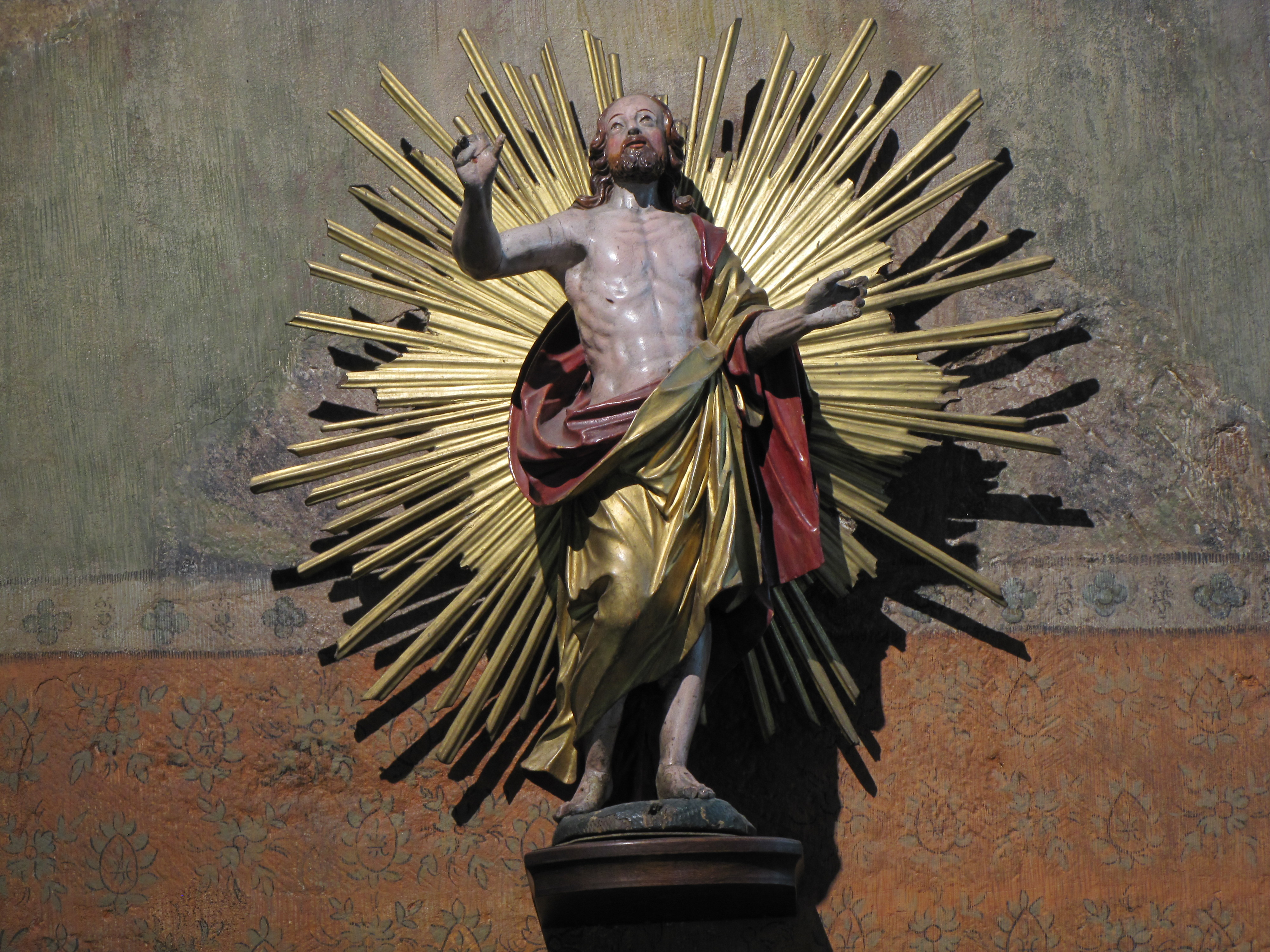
Christ aux Cinq Plaies, XVIIIe siècle, église Notre-Dame-de-la-Nativité de Saverne.

L'ostentatio vulnerum, expression latine signifiant « ostentation des blessures » ou « monstration des plaies », est un thème de l'iconographie chrétienne issu de la signification théologique de la Passion du Christ. Destiné à l'édification spirituelle des fidèles, ce thème artistique a pour origine l'incrédulité de Thomas, au chapitre 20 de l'Évangile selon Jean, où l'apôtre Thomas refuse de croire à l'apparition de Jésus ressuscité tant qu'il n'a pas touché ses plaies. Indissociable de l'image de l'Homme de douleurs et du Serviteur souffrant, l'ostentatio vulnerum s'inscrit dans la théologie de la Résurrection et du pouvoir salvifique du sacrifice christique. 
Dans la piété populaire du catholicisme, elle se traduit par la dévotion aux Cinq Plaies et par l'apparition de stigmates.